# Carolina Visca
Carolina Visca (ur. 31 maja 2000) – wloska lekkoatletka specjalizująca się w rzucie oszczepem. 
Jako juniorka młodsza wygrała olimpijski festiwal młodzieży w 2015 roku oraz była druga w mistrzostwach Europy do lat 18 w kolejnym sezonie. W 2017 roku została wicemistrzynią, a dwa lata później mistrzynią Europy do lat 20. 
Medalistka mistrzostw Włoch, reprezentantka kraju w meczach międzypaństwowych oraz w pucharze Europy w rzutach i drużynowych mistrzostwach Europy. 
Rekord życiowy: 58,47  (28 lipca 2019, Bressanone). 

## Osiągnięcia
| Rok  | Impreza                                     | Miejsce   | Pozycja    | Wynik              |
| ---- | ------------------------------------------- | --------- | ---------- | ------------------ |
| 2015 | Olimpijski festiwal młodzieży Europy (EYOF) | Tbilisi   | 1. miejsce | 60,09 (500 gramów) |
| 2016 | Mistrzostwa Europy juniorów młodszych       | Tbilisi   | 2. miejsce | 59,10 (500 gramów) |
| 2017 | Mistrzostwa Europy U20                      | Grosseto  | 2. miejsce | 53,65              |
| 2018 | Puchar Europy w rzutach                     | Leiria    | 4. miejsce | 52,11              |
| 2018 | Mistrzostwa świata U20                      | Tampere   | 4. miejsce | 53,84              |
| 2019 | Puchar Europy w rzutach                     | Šamorín   | 4. miejsce | 56,35              |
| 2019 | Mistrzostwa Europy U20                      | Borås     | 1. miejsce | 56,48              |
| 2019 | Superliga drużynowych mistrzostw Europy     | Bydgoszcz | 7. miejsce | 55,13              |